# Durchschlagende Zunge

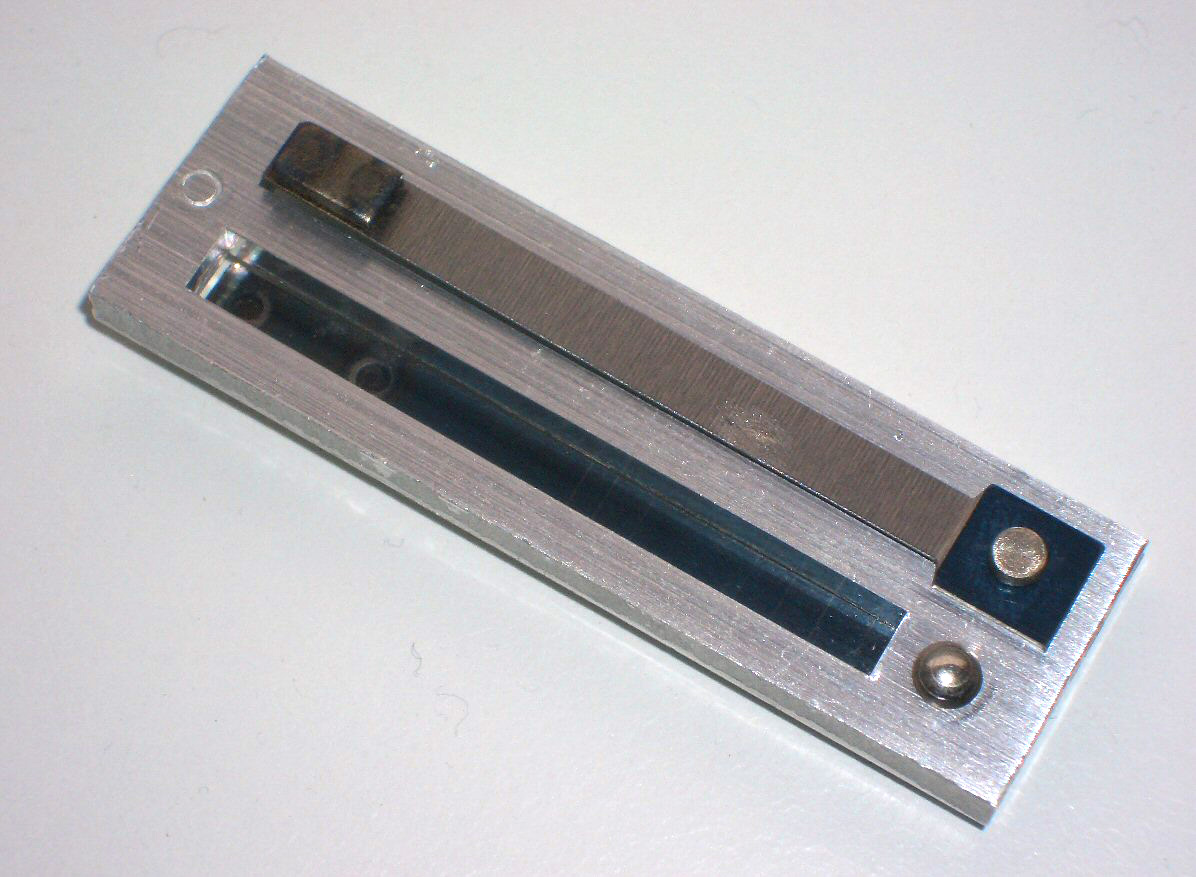
Bass-Stimmplatte eines Akkordeons mit zwei durchschlagenden Zungen; jeweils eine pro Seite.

Stimmzunge mit Zusatzgewicht am Zungenende (zur Gewinnung eines tieferen Tones)

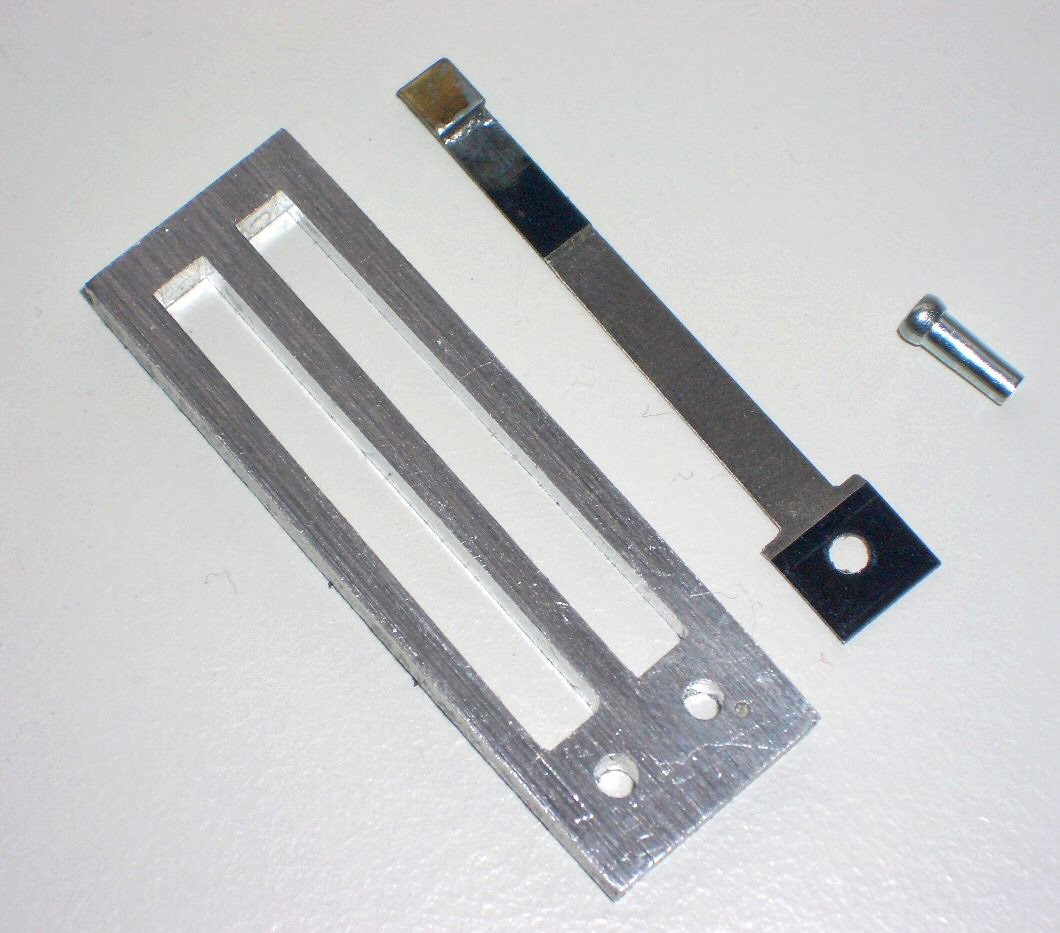
Rahmen der Stimmplatte, Stimmzunge und Niet, der zur Befestigung der Zunge im Rahmen verwendet wird

Die durchschlagende Zunge, auch Durchschlagzunge, ist in der Musik ein Streifen Material, meist Metall, der an einem seiner Enden auf einem eng passenden Rahmen befestigt (meist genietet) wird. Der frei bewegliche Teil überdeckt im Ruhezustand mittig die Öffnung des Rahmens, im gespielten Zustand schwingt er durch den Rahmen hindurch und erzeugt dadurch den Ton.
Bei Harmonikainstrumenten werden die durchschlagenden Zungen auch als Stimmzungen bezeichnet. Selten wird das Wort Lamelle anstelle von durchschlagende Zunge verwendet.

## Funktion

Hochgeschwindigkeitsaufnahme einer Stimmplatte mit durchschlagender Zunge

Wenn Luft gegen die Zunge geblasen wird, biegt sich diese durch die Öffnung des Rahmens hindurch. Die Luft kann durch die entstehende Öffnung entweichen, der Luftdruck auf die Zunge lässt nach. Durch die Elastizität des Materials schnellt die Zunge zurück, verschließt wieder die Öffnung und unterbricht den Luftstrom, der dann wieder Druck auf die Zunge ausübt, der Vorgang beginnt von vorn. Diese sehr schnellen Unterbrechungen des Luftstromes erzeugen eine Schwingung in der umgebenden Luft und somit eine Schallwelle.
Der entstehende Schall stammt nur zu einem geringen Teil direkt von der schwingenden Zunge. Der Großteil der Schallwellen stammt von der angeregten umgebenden Luft. Im Wesentlichen schwingt die Stimmzunge nur mit ihrer Grundfrequenz, die im Schall enthaltenen harmonischen Oberwellen formen sich dagegen in der umgebenden Luft aus.
Das gesamte typische Klangspektrum ist aber wesentlich komplexer und wird auch vom Aufbau des restlichen Instrumentes beeinflusst.
Die Stimmzunge braucht eine geringe Aufbiegung in Ruhelage, damit sie beim Einsetzen des Luftstroms anschwingen kann, siehe Bernoulli-Effekt. Dazu ist eine gewisse Asymmetrie des Aufbaus notwendig. Die übliche Durchschlagzunge kann somit nur in eine Richtung funktionieren.
Es gibt aber Patente für Stimmplatten, die auch bidirektional funktionieren. Manche wurden in der Vergangenheit mit Erfolg verwendet, heute erzeugt aber kein Stimmplattenhersteller derartige Stimmplatten. Vereinfacht beschrieben, bestehen derartige Stimmplatten aus zwei Rahmen mit einer Stimmzunge dazwischen. Damit aber in beide Richtungen für den Luftstrom wieder die erforderliche Asymmetrie entsteht, müssen zusätzliche Vorkehrungen getroffen werden. Dies kann durch zusätzliche Luftführungsschlitze oder durch eine y-förmige Erweiterung der Stimmzunge an ihrem beweglichen Ende erfolgen.
Aufschlagende Stimmzungen sind ähnlich aufgebaut, nur ist die Stimmzunge größer als der Schlitz im Rahmen. Aufschlagende Stimmzungen werden heute in Orgeln für Zungenstimmen verwendet.
Ein ähnliches Prinzip verwenden die Doppelrohrblattzungen (gegenschlagende Stimmzungen), wie sie in Holzblasinstrumenten Verwendung finden.

### Physik der Stimmzunge

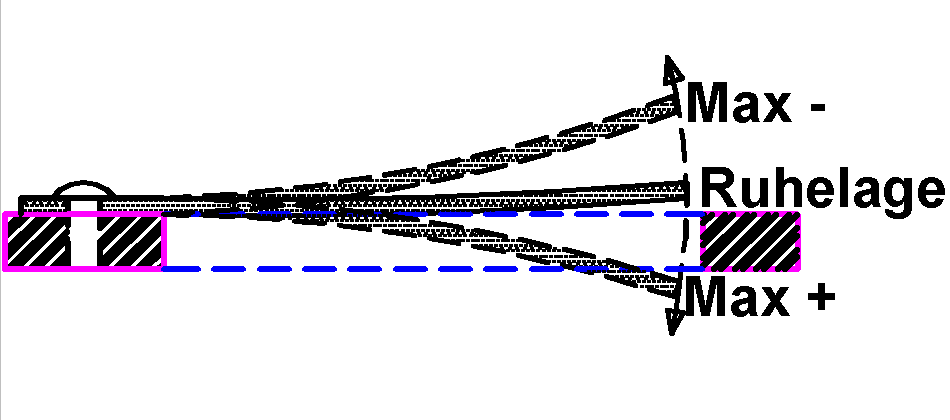
Stimmplatte Zeichnung Schnitt

Einzelstimmplatte eines Harmoniums mit Zinkrahmen und Bronzezunge

Die Höhe des entstehenden Tones hängt von den geometrischen Abmessungen, der Form und der Masseverteilung in der Zunge ab. Zur Stimmung der Zungen wird am freischwingenden Ende ein wenig Metall abgeschliffen, um den Ton zu erhöhen. Das Stimmzungenende verliert an Masse und somit an Trägheit und schwingt schneller. Um einen tieferen Ton zu erzeugen, kann am Ende Material aufgetragen werden, etwa in Form von zusätzlichem Lötzinn, oder in der Mitte des Blechstreifens wird Material abgetragen. Dadurch schwingt die Zunge langsamer (mit geringerer Frequenz) und mit größerem Ausschlag (Amplitude).
Weitere Faktoren beeinflussen die Tonhöhe nur wenig: Die Stimmplatte wird von der sie umgebenden Tonkammer, den mechanischen Bauteilen wie den Klappen und dem restlichen Instrument geringfügig beeinflusst. Auch die Lufttemperatur wirkt sich theoretisch (praktisch aber vernachlässigbar) auf die Tonhöhe aus. Die Wechselwirkungen mit den umgebenden Bauteilen müssen nur in der Fertigung und beim Stimmen berücksichtigt werden.
Der Luftdruck, der auf die Stimmzunge wirkt, führt ebenfalls zu einer geringen Tonhöhenverschiebung (Overblow). Höherer Spieldruck führt zum Absenken der Tonhöhe. Bei schwingenden Luftsäulen in Hohlkörpern ist der umgekehrte Effekt der Fall. Hat man genügend Platz, so kann mit der Wahl des mit der Stimmzunge kombinierten Resonanzkörpers dieser Effekt der Tonhöhenabsenkung bei Luftdruckerhöhung kompensiert werden. Je nach Stimmplattenkonstruktion kann die Tonhöhenabsenkung bei erhöhtem Spieldruck unterschiedlich groß sein. Die Verschiebung der Tonhöhe liegt aber meist innerhalb weniger Cent und wird daher auch bei großen Dynamikwechseln kaum wahrgenommen. Handzuginstrumentenspieler, die mit Blasmusikinstrumenten zusammenspielen, sollten das berücksichtigen. Beim Einstimmen sollten Blasinstrumente daher eher unter dem Referenzton des Zungeninstrumentes liegen.
Das exakte Ausstimmen von Handzuginstrumenten kann sehr zeitaufwendig sein (bis zu plus-minus 8 Cent werden je nach Güte des Instruments toleriert).
Hauptvorteil der Stimmplatten gegenüber Orgel(lippen)pfeifen, Holzblas- und Saiteninstrumenten ist, dass die Tonhöhe über extrem lange Zeiträume unabhängig von der Umgebungstemperatur fast konstant bleibt.

### Berechnung der Tonhöhe
Gesucht ist die Frequenz f, Einheit: Hz, mit der die Stimmzunge schwingt.
Bekannt sein müssen:
1. Der Elastizitätsmodul E-Modul, Einheit: kN/mm²: Der Elastizitätsmodul E als physikalische Eigenschaft, gemessen bei Raumtemperatur, beschreibt die Steifigkeit des Werkstoffes. Er ergibt sich aus der Steigung der Spannungs-Dehnungskurve im elastischen Bereich beim Zugversuch {\displaystyle E={\frac {\mathrm {d} \sigma }{\mathrm {d} \epsilon }}} mit der Dehnung ε, Einheit: % und der Zugspannung σ, Einheit: N/mm². Der Elastizitätsmodul ist die Proportionalitätskonstante im Hookeschen Gesetz. Die Materialkonstante für Stahl beträgt etwa 200 kN/mm²
2. Die Dichte {\displaystyle \rho }, Einheit: kg/m³: die Materialkonstante für Stahl beträgt etwa 7850 kg/m³
3. Die Abmessungen: Länge L, Breite b und Dicke (Höhe) h, Einheit: m

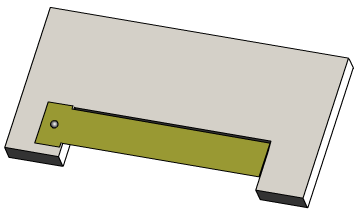
Die Zunge wird im gut passenden Rahmen befestigt (hier ist die vordere Kante des Rahmens nicht dargestellt, um den Blick auf die Zunge freizugeben). Das freie Ende ist leicht nach oben aufgebogen (hier nicht dargestellt).

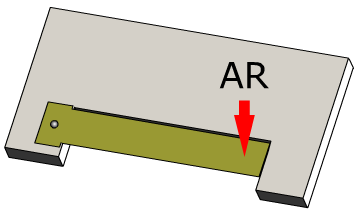
Wenn Luft durch die Zunge nach unten bewegt wird, so kann diese zunächst nur durch einen schmalen Spalt („AR“) zwischen Spitze und Rahmen strömen.

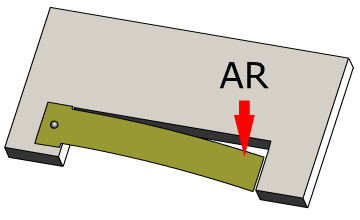
Die Zunge wird vom Luftstrom nach unten gezogen, wodurch sich Spalt und Menge der durchströmenden Luft vergrößern.

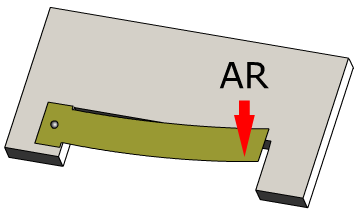
Die elastische Zunge schwingt zurück durch den Rahmen nach oben.

Unter der Annahme, dass die Stimmzunge die Form eines Quaders hat, lässt sich über das Volumen V die Masse m der Stimmzunge bestimmen:
{\displaystyle m=\rho \cdot V=\rho \cdot h\cdot b\cdot L}
Auf die Stimmzunge wirkt nur ein bestimmter Luftdruck p, Einheit: N/m², mit dem die Zunge zum Schwingen angeregt wird. Das freie Ende der Zunge ist dabei mehr an der bewegten Masse m beteiligt als der Teil, der in der Nähe der Niete ist. Die Zungenform hat Einfluss auf die Massenverteilung. Die Kraft F, Einheit: N, welche auf die Stimmzunge wirkt, ergibt sich wie folgt:
{\displaystyle F=b\cdot L\cdot p}
Das Flächenträgheitsmoment I, Einheit: cm4, der Stimmzunge ergibt sich des Weiteren mit:
{\displaystyle I={b\cdot {h}^{3} \over {12}}}
Und dies wiederum führt zu einer bestimmten Auslenkung der Stimmzunge (Auslenkungsweg am beweglichen Ende). Von der Theorie „Biegung eines Balkens“ kann man den allgemeinen Zusammenhang zwischen der wirkenden Kraft F und der Auslenkung s, Einheit: m, ableiten. Er lautet:
{\displaystyle s={\frac {F\cdot {L}^{3}}{3\cdot E\cdot I}}}
Daraus lässt sich die Steifigkeit c der Stimmzunge, Einheit: N/m, ableiten:
{\displaystyle c={\frac {F}{s}}={\frac {3\cdot E\cdot I}{L^{3}}}={\frac {E\cdot b\cdot h^{3}}{4\cdot L^{3}}}}
Man beachte, dass die Steifigkeit proportional zum Elastizitätsmodul abnimmt. Bei Erhöhung der Dicke h oder bei Verkürzung der Länge L wird die Steifigkeit beachtlich höher, da sie sich potenziert.
Die Konstante für die tiefste erreichbare Grundschwingung, die {\displaystyle \gamma }-Konstante, wird durch mathematische Näherung hergeleitet und bezieht sich auf den einseitig eingespannten Balken. Sie beträgt {\displaystyle \gamma _{1}} = 1,875. Eine Stimmzunge kann aber auch zu Schwingungen angeregt werden, denen eine andere Konstante zugrunde liegt, diese Schwingungen bezeichnet man als Eigenschwingungen höherer Modes. {\displaystyle \gamma _{2}} = 4,6941, {\displaystyle \gamma _{3}} = 7,8548 etc. Diese Werte gelten nur bei absolut rechteckigen Abmessungen. Werden Breite oder Dicke der Zunge profiliert, verändern sich auch diese Faktoren. Eine Schwingungsberechnung für komplexere Abmessungen, die näher an die realen Abmessungen von Stimmzungen herankommen, ist nur mit der Finite-Elemente-Methode möglich. Die Ergebnisse, die mit der folgenden Berechnung erzielt werden können, sind aber bei profilierten Stimmzungen näherungsweise durchaus brauchbar.
Für die Kreisfrequenz der Stimmzunge ergibt sich:
{\displaystyle \omega ={\gamma ^{2} \over {\sqrt {3}}}\cdot {\sqrt {c \over {m}}}}
mit {\displaystyle \omega =2\pi f} folgt daraus die Frequenz f:
{\displaystyle f={\gamma ^{2} \over {2\pi \cdot {\sqrt {3}}}}\cdot {\sqrt {c \over {m}}}}
Setzt man für c und m die entsprechenden basierenden Formeln ein, kann die Formel durch Umformen und Kürzen in die folgenden Formen gebracht werden.
{\displaystyle f={\gamma ^{2}\cdot h \over {4\pi \cdot {L}^{2}}}\cdot {\sqrt {E \over {3\rho }}}}
Nach dem Umstellen dieser Gleichung nach L ergibt sich die Länge einer bestimmten Stimmzunge für eine gewünschte Frequenz f:
{\displaystyle L={\sqrt {{\gamma ^{2}\cdot h \over {4\pi \cdot f}}\cdot {\sqrt {E \over {3\rho }}}}}}
Das Ergebnis ist nur noch von den Materialparametern abhängig.

### Bending
Mundharmonikas nutzen ähnliche Effekte. Dazu werden die Stimmzungen dieser Mundharmonikas etwas anders gefertigt. Möglichst dünne Rahmen und etwas weniger Federkraft mit mehr Flexibilität der Zunge. Physikalisch werden Rachen, Mundraum und der restliche Resonanzraum des menschlichen Körpers in seinen Resonanzverhältnissen verändert, wie es beim Bilden von Lauten geschieht. Der Spieler, der diese Technik nutzt, spricht praktisch durch die Mundharmonika, vergleichbar mit dem Maultrommelspiel, der Effekt ist jedoch eine tatsächliche Absenkung oder Anhebung der Tonhöhe und nicht nur eine Klangfarbenänderung wie bei der Maultrommel.
An der entstehenden Tonhöhe sind somit der Resonanzraum (im Wesentlichen die Mundhöhle), die eigentliche Stimmzunge und beim Bending auch noch die zweite tiefere Stimmzunge, die sich im selben Luftkanal befindet, beteiligt.
Man sieht also, dass die resultierende Tonhöhe nicht nur von der eigentlichen Stimmzunge bestimmt wird, obwohl diese den hauptsächlichen Beitrag leistet. Mit viel Aufwand wurden auch mehrere Handzuginstrumente so umgebaut, dass die Tonhöhe durch Intensivierung des Tastendrucks abgesenkt werden kann. Dafür gibt es auch entsprechende Patente für die BluesBox von Tom Tonon. Ein relativ neues Patent aus China wurde angemeldet, das die Verwendung von modernen kleinen Neodym-Dauermagneten vorsieht, die mechanisch in die Nähe der Stimmzunge gebracht werden und dadurch eine Tonhöhenänderung bewirken. Derzeit wird diese Methode bereits bei einem Mundharmonikamodell angeboten.

## Tonqualität der Stimmplatte

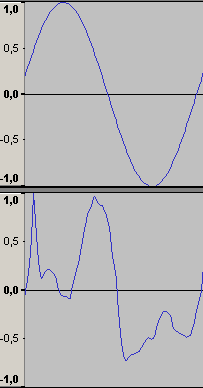
Schwingungskurve einer durchschlagenden Zunge:
oben: Auslenkung der Zunge
unten: Oszilloskopbild des erzeugten Tones

- Hörbeispiel, Ton einer Stimmplatte am Stimmtischⓘ/?

- Maximal erzielbare Lautstärke bei möglichst geringer Tonhöhenschwankung.

Die maximal erzielbare Lautstärke bei gleichen Bedingungen und maximalem Druck, der auf die Stimmzunge wirkt, hängt in erster Linie von der wirksamen Fläche der Stimmzunge ab. Nachdem die Breite der Stimmzunge nicht in die Tonhöheberechnung (Siehe Berechnung) eingeht, kann durch Verbreiterung der Stimmzunge eine höhere Lautstärke erzielt werden. Nachdem die am wesentlichsten beteiligte Fläche in Richtung des bewegten Endes ist, sind Stimmzungen mit in Richtung bewegtes Ende stark verjüngend zulaufenden Zungen leiser als breitere Ausführungen. Die erzielbaren Lautstärkedifferenzen bewegen sich innerhalb 10 dB, da die Breite der Stimmzunge aus Gründen der möglichen Torsionsschwingungen nicht endlos erhöht werden kann. Des Weiteren spielt auch noch die Dicke der Stimmplatte eine Rolle, je länger sich die Stimmzunge im Kanal bewegt, umso länger kann Energie zugeführt werden. Dies gilt nicht bei hohen Tönen. Die Montage der Stimmzunge und die Masse, an der diese befestigt ist, wirkt sich ebenfalls aus. So hat auch eine massivere Ausführung des Zungenfußes einen gewissen Einfluss sowohl auf die Lautstärke wie auch auf die weiteren Aspekte der Tonqualität einer Stimmplatte, es besteht immer eine gewisse Wechselwirkung. Insgesamt sind aber alle Auswirkungen, die von der Befestigung und der Masse abhängen, äußerst gering und dürfen nicht überbewertet werden, da sie auch nicht in weiten Bereichen verändert werden können. Sie sollen aber verdeutlichen, in welcher Richtung eine positive Veränderung erzielt werden kann.
- Der Dynamikbereich der Stimmplatte hängt bereits stark mit dem gerade Erwähnten zusammen, die maximale Lautstärke wird jetzt als gegeben vorausgesetzt.

Der Dynamikbereich erstreckt sich aber vom leisesten erzielbaren Ton bis zur maximalen Lautstärke (ca. 40–90 dB). Die Ansprechschwelle mit dem geringstmöglichen Luftdruck hängt neben einer optimal justierten Aufbiegung der Stimmzunge in erster Linie von der Steifigkeit und der Passgenauigkeit der Stimmzunge zum Rahmen ab. Die Steifigkeit einer Stimmzunge kann nicht wesentlich reduziert werden, da ansonsten die Tonhaltigkeit bei maximalem Spieldruck leidet. Bei einer hohen Güte von Stimmplatten sind Erfahrungswerte in Verwendung, die einen sehr guten Kompromiss darstellen. Billigere Stimmplatten sind oft besonders bei höheren Tönen etwas steifer und brauchen mehr Spieldruck. Dünnere, hohe Stimmzungen sind eben aufwändiger zu bearbeiten als etwas Dickere. Die Fertigungstoleranz wirkt sich unmittelbar auf ein optimales Ansprechvermögen einer Stimmzunge aus. Schlechtere Stimmplatten brauchen auch meist etwas mehr Zungenaufbiegung, was ebenfalls die Dynamik vermindert. Bei der Fertigung von Maschinenstimmplatten wird heute üblicherweise für Stimmplatten im unteren und mittleren Tonbereich die Steifigkeit etwas herabgesetzt, damit trotz geringerer Genauigkeit und eines höheren Luftverbrauchs die Stimmplatte gut anspricht. Was aber wieder eine Reduktion der maximal erzielbaren Lautstärke zur Folge hat und damit den Dynamikbereich weiter einengt. Zusätzlich sei noch erwähnt, nicht jeder Musiker spielt mit dem gleichen maximalen Spieldruck, somit sollten die besten Instrumente auf den Spieler abgestimmt sein. Um aber zu vermeiden, dass Stimmplatten blockieren, wenn mit zu viel Druck gespielt wird, wird meist eine etwas größere Aufbiegung der Stimmzunge gewählt, als vielleicht für den jeweiligen Spieler erforderlich wäre. Die Fertigungstoleranz wirkt sich auch auf den Luftverbrauch aus. Bessere Stimmplatten haben weniger Luftverbrauch.
- Der Klang wird vom Obertongehalt der Stimmplatte beeinflusst und ist somit die Zusammensetzung des Tonspektrums.

Auf die klangliche Komponente einer Stimmplatte wirken alle bereits besprochenen Faktoren, daher mag es sein, dass aus klanglichen Gründen eher eine niedrige Qualität von Stimmplatten vorgezogen wird. Über Umwege gehen alle Proportionen der Stimmplatte in das Klangspektrum ein. Die Stimmzunge selbst schwingt mit nahezu sinusförmiger Bewegung. Die Stimmplatte wirkt aber als eine Art Impulsgenerator für die umgebende Luft. Da die Stimmzunge beim Eintreten in den Luftkanal den Luftstrom relativ abrupt unterbricht, entsteht in dieser Phase der Schwingung eine mehr oder weniger steile Flanke im erzeugten akustischen Ton, was vereinfacht bedeutet, dass Obertöne entstehen. Je schärfer die Flanke, desto mehr Obertöne werden erzeugt, präzisere Stimmplatten erzeugen hellere, schärfere Klangbilder. Dazu kommt aber noch, dass die Stimmzunge beim Eintritt in den Luftkanal den Kanal nicht linear verschließt, da sie profiliert ist und selbst ebenfalls Bewegungen ausführt, die eben nicht nur der vereinfachten Sinusbewegung entsprechen. Dadurch entstehen zusätzliche nicht harmonische Obertonanteile. Unter bestimmten Bedingungen kann eine Stimmzunge auch bevorzugt zu Schwingungen höherer Modi angeregt werden. Diese Schwingungen höherer Modi sind aber eher als unangenehm zu bewerten, liegen um ein Vielfaches höher als die Grundschwingung und stehen zu ihr üblicherweise nicht in einem geradzahligen Verhältnis. Beim normalen Spiel sind diese Schwingungen in ihrer Amplitude sehr klein und bilden somit nur eine klangliche Komponente, die bewusst nicht wahrnehmbar ist. Bei Glocken und Gongs sind diese nicht geradzahligen Oberschwingungen, die direkt vom Schallerzeuger abgegeben werden, wesentlich kräftiger ausgeprägt. Bei Glocken ist es üblich, diese „Obertöne“ ebenfalls abzustimmen, damit die Glocke in sich einen sauberen, möglichst reinen Klang ergibt. Bei Stimmzungen wird dies nicht durchgeführt, jedoch bestimmen Form und Feilkontur nicht unwesentlich auch das Klangbild einer Stimmzunge. Das Verhalten der höheren Schwingungen zur eigentlichen Grundschwingung ist nur theoretisch bekannt, da es von den Formverhältnissen der Stimmzunge bestimmt wird. Am einfachsten lässt es sich nur für Balken mit gleichen Abmessungen über die gesamte Länge der Stimmzunge vorausberechnen. Praktisch ist dies aber nie der Fall. Stimmzungen aus unterschiedlichen Fertigungen klingen daher auch immer geringfügig anders, auch wenn sie exakt gleichgestimmt sind! Es macht auch einen Unterschied, ob eine Stimmzunge über die gesamte Länge gleich breit ist oder ob sie konisch zuläuft. Die Feilkurve (Profilierung) und die Gewichtsverteilung, über die Länge der Zunge gesehen, wirken sich ebenfalls auf das Klangbild aus. Weiters besteht eine starke Wechselwirkung mit der Tonkammer, auf der die Stimmplatte montiert ist. Die Zusammenhänge sind äußerst komplex und sind auch bei weitem nicht in allen Details erforscht. Deutlich werden sollte aber, dass es sehr wohl eine Rolle spielt, wie die Stimmplatte beschaffen ist und dass diese nicht so ohne weiteres mit einer gleichwertigen ersetzt werden kann. Es gibt somit eine Menge Faktoren, die das Klangbild einer Stimmplatte beeinflussen. Da aber kaum Angaben verfügbar sind, bleibt ein intensiver Vergleich und die Berücksichtigung des eigenen Geschmacks nicht aus. Es bleibt in weiten Bereichen eine subjektive Beurteilung, da immer ein gewisser Kompromiss notwendig ist.
- Ansprache und Nachklang

Mit Ansprache bezeichnet man die Reaktionszeit, die vergeht, bis der akustische Ton nach Öffnen einer Klappe erklingt. Dem gegenüber steht der Nachklang einer Stimmzunge, nachdem die Klappe bereits geschlossen ist. In diesen transienten Bereichen des Tons liegt auch eine wesentliche dynamische Klangkomponente, die vom Menschen sehr intensiv wahrgenommen wird. Das Tonspektrum ist gerade in diesen Übergangsbereichen sehr reich an Obertönen, die viele Klanginformationen enthalten. Besonders der Nachklang von sehr tiefen Tönen wird oft als störend empfunden, da der Nachklang eher einem Klirren als einem sauberen Ton entspricht. Von der technischen Seite ist, wie bereits im Vorangegangen erwähnt, ein rasches Ansprechen der Stimmzunge erwünscht. Vom Fertigungsprozess her sind passgenau gearbeitete Stimmplatten auch in der Ansprache verbessert. Es muss aber die Steifigkeit der Stimmzunge zusätzlich optimiert werden, wie auch die Aufbiegung der Stimmzunge. Es besteht somit eine sehr starke Wechselwirkung zwischen Masse, Steifigkeit, Passgenauigkeit und Aufbiegung. Grundsätzlich kann gesagt werden, dass Stimmplatten mit mehr Masse eine längere Ansprechzeit haben und auch länger nachschwingen. Daher haben tiefere Töne immer mehr Ansprechzeit als gleichwertige höhere Töne. Aus fertigungstechnischen Gründen und wegen der gegebenen Platzverhältnisse im Akkordeon sind Töne über dem C1 üblicherweise länger als erforderlich, Töne unter dem a meistens zu kurz, als für optimale Bedingungen wünschenswert wäre. Um dies auszugleichen, werden Feilkurven (Profile) und Gewichte eingesetzt. Es bestehen somit rein physikalisch bestimmte Grenzen. Jedoch gibt es einen kleinen Bereich, in dem Stimmzungen mit der gleichen Tonhöhe durch Verändern des Verhältnisses Masse zu Steifigkeit optimiert werden können, ohne dass dabei andere Gesichtspunkte der Tonqualität zu sehr beeinträchtigt werden. Bei gleichwertigen Stimmplatten mit derselben Präzision führt mehr Masse und höhere Steifigkeit zu einer Erhöhung der Ansprechzeit und des Nachklangs bei gleichzeitig erhöhter Tonkonstanz über den gesamten Dynamikbereich. Umgekehrt führt weniger Masse und verringerte Steifigkeit zu einer Verringerung der Ansprechzeit und des Nachklangs bei gleichzeitig erniedrigter Tonkonstanz über den gesamten Dynamikbereich. Je größer die wirksame Angriffsfläche für den Luftstrom ist, desto rascher spricht die Stimmzunge an. Als wirksame Angriffsfläche ist der bewegte Teil der Stimmzunge zu sehen. Die Wirkung ist im Bereich der größten Auslenkung auch am größten. Ist der hintere Teil in Richtung Niete relativ starr, wie dies bei hohen Tönen der Fall ist, ist dieser Teil auch äußerst gering an der wirksamen Fläche mitbeteiligt. Außerdem spielt auch hier die Aufbiegung der Stimmzunge mit, wenn das vordere Ende zu weit absteht, wird dieses von der Luft umströmt und geht somit nicht mehr vollständig in die wirksame Fläche ein. Zusätzlich sei noch erwähnt, dass eine zu knapp oder zu weit eingestellte Aufbiegung der Stimmzunge die Ansprechzeit ebenfalls erhöht oder sogar verhindert, dass die Stimmzunge zu schwingen beginnt. Außerdem besteht gerade in Bezug auf Ansprache und Nachklang eine sehr starke Wechselwirkung mit den Resonanzbedingungen der Tonkammer und zu einem gewissen Teil auch mit dem restlichen Instrument. Es kommt daher nicht selten vor, dass bestimmte Stimmplatten in den verschiedenen Instrumenten unterschiedlich harmonieren. Fehlerhafte Stimmzungen fallen oft durch eine sehr schlechte Ansprache und auffällig geringes Nachklingen auf. Fehlerhafte Zungenbefestigung oder Materialfehler in der Stimmzunge führen zu einer erhöhten inneren Dämpfung. Oft entstehen in der Stimmzunge, bevor sie endgültig bricht, winzige kleine Risse, diese führen zu einer Verstimmung und Dämpfung der Schwingung. Auch eine ungenügende Befestigung der Stimmplatte und des Stimmstockes führt zu einer Verschlechterung der Ansprache.
- Paradoxon der Passgenauigkeit.

Die Beschaffenheit des Tonkanals in Zusammenhang mit der Passgenauigkeit einer Stimmzunge hat ebenfalls einen Einfluss auf die Tonqualität. Bei den meisten Stimmplatten werden aus fertigungstechnischen Gründen Tonschlitze mit parallelen Seitenwänden verwendet. Dies ist normalerweise kein Nachteil, bedarf aber einer äußerst sauberen Justierung und Befestigung der Stimmzunge, je enger die Fertigungstoleranzen sind. Stimmzungen führen speziell in der Einschwingphase Torsionsschwingungen aus, und zwar desto mehr, je breiter und dünner sie sind. Die Stimmzunge verwindet sich dabei ein gewisses Maß und schlägt unter Umständen an den Kanalwänden an, wenn sie tief in den Luftkanal eintaucht. Auch steigt bei extrem knappen Toleranzen unter 0,015 mm die Ansprechzeit wieder an, da es zu mehr Luftwiderstand beim Bewegen der Zunge im Kanal zwischen Kanalwand und Zungenkante kommt. Dem wird entgegengewirkt, indem der Tonkanal nach hinten konisch etwas erweitert wird. Zu viel Erweiterung ist jedoch wieder zu vermeiden, üblicherweise sind bei professionellen italienischen Stimmplatten im mittleren Tonbereich die Tonkanäle um etwa 0,02 mm nach hinten erweitert. Dadurch wird erreicht, dass es wieder einfacher wird, die Stimmzunge zu justieren und dass die Dynamik auch mit höchster Passgenauigkeit der Stimmzunge ein Maximum erreicht. Ähnliches kann erzielt werden, wenn Stimmplatten mit größeren Toleranzen mittels Stemmtechnik nachbearbeitet werden, wie dies früher bei deutschen Stimmplatten oft angewendet wurde und heute noch zum Teil bei Schwyzerörgelis zum Einsatz kommt. Eine Zusatzbemerkung: Stimmplatte und Stimmzunge unterliegen nicht den gleichen Wärmeausdehnungskoeffizienten, da diese meistens aus verschiedenen Metallen bestehen. Werden präzise Stimmplatten in einer kälteren Umgebung betrieben als Zimmertemperatur, ist es normal, dass Stimmzungen kratzen. Je höher die Qualität eines Akkordeons ist, umso mehr Zeit sollte für die Anpassung an die Raumtemperatur vorgesehen werden, bevor damit musiziert wird.

## Konstruktion

### Güte
Es gibt wegen der zahlreichen Aspekte der Tonqualität auch heute eine Unzahl von Faktoren, welche die Güte von Stimmplatten bestimmen, die jedoch mit heutigen Mitteln nicht in Tabellen erfasst werden können.
Andererseits gäbe es einige wenige Daten, die in Tabellen von Herstellern bereitgestellt werden könnten, wie Tonhöhe der Stimmplatte, Abmessungen der Stimmzunge, Dicke der Stimmplatte, Passgenauigkeit der Stimmzunge, Art der Schlitzausformung, Steifigkeit der Stimmzunge, genaue Angaben über die verwendeten Materialien. Leider stellen die europäischen Stimmplattenhersteller kaum Daten bereit. Somit sind die Instrumentenbauer auf eigene Tests und auf ihre Erfahrungen angewiesen.

### Material und Fertigung
Die Zungen für Handharmonikas wurden früher aus Bronze oder Messing angefertigt, heute sind sie vor allem aus Stahl. Die Stimmzungen für Mundharmonikas werden in der Regel auch heute noch aus speziellen Messinglegierungen angefertigt. Der Grund dafür ist in erster Linie darin zu suchen, dass die Atemluft zum Anrosten der Stahlzungen führen würde. (Ausnahmen: Fa. Seydel baut seit 2007 auch Modelle mit Edelstahlstimmzungen, Kindermundharmonikas aus Plastik haben meist Plastikstimmzungen.) Aber auch andere Materialien für Stimmzungen sind denkbar, zum Beispiel wurden Prototypen aus Titan angefertigt.
Die Stimmplatte besteht zusätzlich noch aus dem Rahmen, auf den die Stimmzunge aufgenietet oder aufgeschraubt ist. Dieser Rahmen kann eine oder einen ganzen Satz von Stimmzungen beherbergen. Einzelne Stimmzungen pro Rahmen finden beim Harmonium Verwendung, aber auch die englische Konzertina verwendet einzelne Stimmplatten, die Flutina und manche anderen Instrumente. Die Mundharmonika, das russische Bajan, das Bandoneon und auch ältere, kleinere Akkordeon-Instrumente verwenden bevorzugt ganze Stimmzungensätze pro Grundplatte. Pro Stimmzunge ist im Rahmen ein Schlitz vorgesehen, dieser ist an allen Seiten um etwa 0,02 mm größer als die Stimmzunge. Idealerweise sollte er möglichst eng sein, denn je enger die Fertigungstoleranzen sind, desto weniger Luftverbrauch entsteht beim Spielen.
Teurere Akkordeon-Stimmplatten haben einen Schlitz, der nach hinten etwas konisch erweitert ist. Im Fertigungsprozess werden dazu die Schlitze der Stimmplatten maschinell in einem weiteren Arbeitsgang nachgefeilt. Durch diese konische Erweiterung können die Stimmzungen passgenauer montiert werden. Bei hohem Spieldruck (Lautstärke) schwingt die Stimmzunge auch etwas seitlich und würde somit nicht frei durch den Schlitz pendeln. Eine Stimmzunge führt nämlich nicht nur die einfache Grundschwingung aus, sondern es werden auch Torsionsbewegungen mit geringerer Amplitude ausgeführt. Besitzt ein Schlitz diese konische Erweiterung nicht, muss der Schlitz größer sein.
Ein Bandoneon klingt wesentlich anders als ein Akkordeon. Das hat hauptsächlich drei Gründe:
1. Es werden lange und dicke gemeinsame Stimmplatten aus Zink verwendet.
2. Der Schlitz für die Stimmzungen ist nicht konisch.
3. Die Tonkammer ist etwas anders gestaltet.

Die Dicke der Stimmplatte ist auch ein wesentliches Qualitätsmerkmal; je dicker der Rahmen ist, desto höher ist die maximal erzielbare Lautstärke bei nahezu konstanter Tonhöhe. Teurere Stimmplattensätze sind daher auch schwerer.
Bei sehr hohen Tönen ist jedoch eine stark reduzierte Dicke der Stimmplatte erforderlich, um befriedigende Ergebnisse zu erzielen. Dies ist einer der Gründe, warum für Piccolo-Stimmplatten Messingrahmen verwendet werden. Ansonsten kommt heute meist Duraluminium für die Rahmen zum Einsatz. Früher wurde sehr oft Zink als Rahmenmaterial verwendet.
Die Fertigung wird heute hauptsächlich maschinell durchgeführt. In Europa gibt es zurzeit nur vier Firmen, die Stimmplatten erzeugen. Zwei davon sind in Italien, eine in Tschechien und eine in Deutschland. Die deutsche Firma stellt allerdings nur mittlere Qualität und niedrige Mengen her. Die italienischen Firmen bieten Stimmplatten in unterschiedlicher Qualität an. „A mano“ (ital. für handgemacht, dies bedeutet aber nicht, dass die Stimmplatten tatsächlich handgemacht sind) ist die höchste Qualität (professionell).
Manche Sublieferanten bieten handgenietete Stimmplatten an. Die nächste Qualität ist „Typo a mano“, was „wie handgemacht“ bedeutet. Objektive Kriterien sind aber kaum vorhanden. Teurere Stimmzungen sind mit einem größeren Zungenfuß versehen.
Stimmzungen werden gewöhnlich der Länge nach aus Bandstahl gestanzt.
Die tschechische Firma bietet Stimmplattenrahmen an, die mit Elektroerodiermaschinen gefertigt werden. Stimmplatten für Mundharmonikas werden in Europa nur noch von der Firma Hohner in Trossingen sowie von der Firma Seydel in Klingenthal hergestellt.
Zu den heute erhältlichen Stimmplatten, siehe → Steirische Harmonika#Stimmplatten-Qualität

### Ventilleder
Ventilleder werden an den meisten Stimmplatten verwendet, die zwei Stimmzungen enthalten, also jeweils eine für über- und für Unterdruck. Die Lederstreifen funktionieren wie ein Ventil und unterbinden jeweils den Luftstrom in eine Richtung, so dass immer nur eine Stimmzunge angeregt wird. Ohne Ventile oder bei beschädigten Ventilledern, ist trotzdem eine Tonerzeugung mit dem Akkordeon möglich. Als Folge wird jedoch beim Spielen mehr Luft verbraucht und es ergibt sich eine geringe Veränderung der Tonhöhe. Wird ein Instrument nachgestimmt, so sollte zunächst sichergestellt werden, dass die Ventile funktionieren. Häufig wird heute anstatt des Leders eine mehrlagige Kunststofffolie verwendet, die aus mehreren übereinander geklebten Schichten besteht. Auch die Kombination von Leder und Kunststoff oder Leder mit aufliegender Metallfolie oder einer Metallfeder ist üblich. Kunststofffolien sind billiger und einfacher zu verarbeiten, sind aber für größere Stimmzungenabdeckungen schlechter geeignet. Daher kommen meist bei den tieferen Tönen Lederventile zum Einsatz. Lederventile erzeugen, wenn sie gut ausgewählt werden, weniger Verschlussgeräusche. Besonders bei Pianopassagen ist ein Unterschied wahrnehmbar. Andererseits sind Kunststoffventile oftmals bei hohen Tönen und kleinen Ventilen vorzuziehen, da diese sauberer aufliegen und flexibler ausgeführt werden können als die kleinsten Lederventile. Die Auswahl des passenden Ventils für die jeweilige Tonhöhe bedarf einer gewissen Erfahrung. Die Ventile werden heute mit dauerelastischem Klebstoff befestigt. Früher wurde Baumwachs oder Schellack zum Befestigen verwendet, was besonders bei Lederventilen auch heute noch eingesetzt werden kann. Für hochwertige Instrumente mit qualitativ sehr guten Stimmplatten trägt eine optimale Auswahl von Ventilen wesentlich zur Tonqualität und zum Spielkomfort bei.
Alterung an Ventilen tritt sowohl an Leder wie auch an Kunststoffventilen auf. Auch wenn Ventile an älteren Instrumenten gut aussehen, muss eine einwandfreie Funktion nicht mehr gegeben sein. Sowohl Leder- wie Kunststoffventile werden mit der Alterung steifer, besonders wenn Instrumente wenig verwendet werden. Ein geringfügiges Aufbiegen der freien Enden bei Lederventilen ist aber meist noch kein Zeichen für Probleme. Kunststoffventile schließen in Ruhelage meist besser, doch die eigentliche korrekte Funktion kann nur durch eine aktive Prüfung festgestellt werden.

## Geschichte

### Erste Vorkommen in Ägypten und China

Chinesische Sheng, um 1700/25

In Ägypten und anderen alten Kulturen war dieses Schallerzeugungsprinzip bereits bekannt. Im Altertum wurde die durchschlagende Zunge erstmals in China in der Mundorgel Sheng verwendet. Chinesischen Quellen zufolge wurden die Metallzungen etwa 2800 v. Chr. von Kaiser Huang Tei erfunden.

### Entwicklung in Europa
In Europa begann man erste Versuche mit durchschlagenden Zungen, nachdem 1776 der französische Jesuit und Missionar Père Amiot mehrere Sheng von China nach Paris gesandt hatte.
Der Kopenhagener Professor Christian Gottlieb Kratzenstein (1723–1795) entwickelte als erster in Europa ein solches Prinzip. Er verwendete die Zungen in seiner Sprachmaschine, bei der sich durch angeschlossene Resonanzröhren Vokale künstlich erzeugen ließen. Die Königliche Akademie in St. Petersburg verlieh ihm für seine Erfindung im Jahr 1780 einen Preis. Daraufhin entwickelte der dortige Instrumentenbauer Franz Kirschnik die durchschlagende Zunge für Kleinorgeln und stellte 1783 ein erstes Portativ mit einem solchen Register der Öffentlichkeit vor.  Der Organist und Musikforscher Georg Joseph Vogler  (1749–1814) wurde 1788 bei einem Konzert in St. Petersburg mit diesem Prinzip bekannt und war begeistert. Er lud Kirschniks Mitarbeiter Georg Christoffer Rackwitz 1790 nach Warschau, um ein solches Register in ein Instrument einzubauen. Dies erfolgte aber erst nach der  Weiterreise in Rotterdam,  dann auch im Karmeliterkloster in Frankfurt am Main. 1795 baute Rackwitz durchschlagende Zungen in der St. Nikolaikirche in Stockholm für Olof Schwan. Etwa in dieser Zeit wurde auch  in St. Sulpice in Paris ein solches Prinzip eingebaut, 1796 durch Christian Kindten  in Sagard auf Rügen. Weitere Einbauten erfolgten 1798–1800 in Prag, um 1800 in der St. Hedwig-Kirche in Berlin und in Neuruppin durch Carl August Buchholz, von 1800 bis 1804 in Wien, Salzburg (Klosterorgel an St. Peter), 1805 München (St.-Peters-Kirche und Michaelshofkirche), In dieser Zeit war das Register in Europa bereits weiter verbreitet, als bisher angenommen.
Georg Joseph Vogler hatte in zahlreichen Orgeln  auf eigene Kosten das System mit durchschlagender Zungen einbauen lassen. Hohen Bekanntheitsgrad erreichte er mit seinem Orchestrion, mit dem er mehrmals durch Europa reiste. Da er den Kontakt mit den örtlichen Orgelbauern suchte und auch Lehrveranstaltungen, besonders in Prag, für Orgelbauer abhielt, war mit Sicherheit er dafür verantwortlich, dass das neue System schnell weite Verbreitung fand. 1807 und 1808 ist Vogler gemeinsam mit Mälzl und Kaufmann in Paris.
Johann Nepomuk Mälzel (1772–1838) baute 1805 durchschlagende Zungen in sein Orchestrion ein, für das Ludwig van Beethoven 1813 den zweiten Teil von Wellingtons Sieg oder die Schlacht bei Vitoria (op. 91) komponierte

### Verbreitung in Amerika
In den USA wird dem Orgelbauer William M. Goodrich die Erfindung der durchschlagenden Stimmzungen zugesprochen. Das verwundert nicht, da dieser zumindest indirekt mit Johann Nepomuk Mälzel in Kontakt kam, möglicherweise war nur ein Panharmonikon angekommen. In Mälzels Biografie wird für die Zeit um 1811 von „Reisen nach Paris, London, usw.“ berichtet. Amerika wird erst dezidiert für das Jahr 1824 erwähnt.

“In June 1811 a curious instrument called a Pan Harmonicon was brought to Boston. It was invented by Maelzel, whose name is usually linked with the Metronome. William Goodrich was employed to set up and exhibit the Pan Harmonicon in New York and other cities. He […] traveled with the instrument from September 1811 until June 1812.”

„Im Juni 1811 kam ein eigenartiges Instrument, das Pan Harmonicon genannt wurde, nach Boston. Erfinder war Maelzel, der normalerweise mit dem Metronom in Verbindung gebracht wird. William Goodrich wurde beschäftigt um das Pan Harmonicon zu betreuen und in New York und andern Städten vorzuführen. Er […] reiste mit dem Instrument von September 1811 bis Juni 1812.“

Im März 1823 wurde ein Nachbau von Mälzel’s Pan Harmonicon von William Goodrich gemeinsam mit anderen fertiggestellt.

“In March, 1823, Mr. Goodrich undertook to complete, with the assistance of others, a Pan Harmonicon, in imitation of that of Maelzel.”

„Im März 1823 verpflichte dich Herr Goodrich, mit Hilfe anderer ein Pan Harmonicon nach dem von Maelzel zu vollenden.“

Angeblich reparierte im Jahr 1821 James H. Bazin für jemanden ein aus Boston stammendes Instrument. James H. Bazin verwertete in Folge die neue Entdeckung und baute um 1836 die „lap organ“. Die Durchschlagzunge kam 1810 bis 1812 über Mälzel und Goodrich nach Boston. William M. Goodrich war auch ein bekannter Gesangslehrer („singing-master in Boston“). Es ist daher möglich, dass bereits zwischen 1811 und 1821 Durchschlagzungen in Pfeifenorgeln eingebaut wurden.

“In an article in ‘The Musical World and Times’ […] the invention of this class of instruments is claimed for Mr. James H. Bazin, an ingenious musician and mechanic, of Canton, Mass. […] However,[…] as will be observed […] Mr. Bazin was not the man. The account referred to contains the following:— “Late in the year of 1821, some young men from a neighboring town, brought a small, round, brass pipe, with the letter A marked on it, and a piece of thin brass screwed on one side; which brass appeared to have been made to vibrate through an opening about one-half the length of the pipe, but which had been broken off near the screw. They had borrowed this pipe from a ‘singing-master in Boston, and wished to have Mr. Bazin repair it, and make several more like it.’” […] We have a legend, in which it is asserted that the freereed was the invention of a German shoemaker [Maelzel], who, captivated with the sweet sounds produced by it, […]”

„In einem Artikel in ‚The Musical World and Times‘ [...] wird die Erfindung dieser Instrumentenklasse Mr. James H. Bazin zugeschrieben, ein genialer Musiker und Mechaniker, aus Kanton, Mass. [...] Jedoch,[...] wie beobachtet wird [...] war Herr Bazin nicht der Erfinder. Der erwähnte Bericht enthält Folgendes:— ‚Ende im Jahr 1821 brachten einige junge Männer aus einer Nachbarstadt eine kleine, runde Messingpfeife mit dem Buchstaben A darauf und ein Stück dünnes Messing auf einer Seite verschraubt; welches Messing schien durch eine Öffnung etwa die Hälfte der Rohrlänge zu vibrieren, das aber in der Nähe der Schraube abgebrochen worden war. Sie hatten diese Pfeife von einem ‚Singmeister in Boston’ ausgeliehen und wünschten sich, dass Mr. Bazin es reparieren und mehrere mehr davon machen wörde.‘ [...] Wir haben eine Legende, in der behauptet wird, dass das Freisputz die Erfindung eines deutschen Schuhmachers [Maelzel] war, der, fasziniert von den süßen Klängen, die von ihm erzeugt werden, [...“

Ab 1833 baute Prescott weitere ähnliche Instrumente.

“In 1831 Prescott […]. On a buisniss trip to Boston he saw an ‘elbow oragan’ or lap organ (‘rocking melodeon’) built by Jams Bazin. Seeing the potental of this small REED ORGAN, he commeneed manufacturing them in 1836 or 1837 – both the button (melodeon)and the convetional keyboard type.”

„1831 Prescott [...] Auf einer Geschäftsreise nach Boston sah er ein ‚Ellbogen-Oragan‘ oder eine Schoßorgel (‚rockendes Melodeon‘), das von Jams Bazin gebaut wurde. Als er das Potenzial dieses kleinen REED ORGAN [Zungenorgel] sah, lobte er die Herstellung in den Jahren 1836 oder 1837 – sowohl die Taste (Melone) als auch den konvetionalen Tastaturtyp“

Video eines etwas neueren „rocking melodeon“.

### Weitere Entwicklung in Europa nach 1800

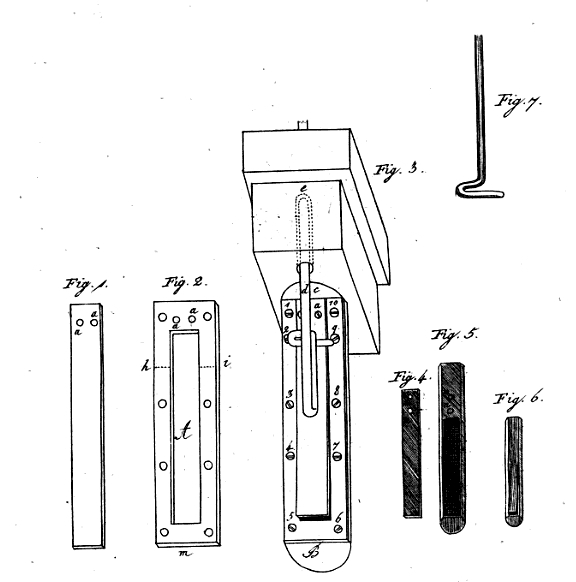
Durchschlagende Zunge. Zeichnung von Friedrich Rochlitz, 1811.

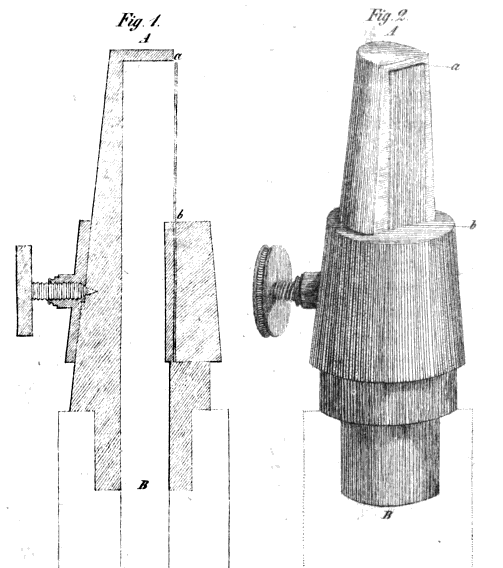
Durchschlagende Zunge. Zeichnung von Wilhelm Weber.

Zumindest um 1800 waren durchschlagende Zungen in Orgelregistern weiter verbreitet, als allgemein angenommen wird.
Neuerungen wurden von den Fachleuten relativ rasch in Europa verbreitet. Es gibt dafür keine Patentschrift aus dieser Zeit, was dafür spricht, dass kaum jemand dies als eigene Erfindung oder eigene Verbesserung ansehen konnte. An großen Orgelwerken wie der damals neu errichteten Orgel in der Schottenkirche in Wien arbeiteten viele Handwerker mit, eine Geheimhaltung von Verbesserungen war daher unmöglich.
1811 schrieb Friedrich Rochlitz einen ausführlichen Bericht mit Zeichnung in der AmZ.
1829 schrieb Wilhelm Eduard Weber, in Cäcilia – eine Zeitschrift für die musikalische Welt, ausführlich darüber.

### Notizen von Leopold Sauer in Stichworten
Der vollständige Text ist in der Allgemeinen musikalischen Zeitung vom 13. Februar 1813, S. 117–120 nachzulesen.
- Im August des Jahres 1796 wird Abt Voglers Orchestrion bei einem Konzert in Stockholm mit viel Beifall gehört.
- 1801 ist Hr. Vogler und sein Orgelbaumeister Hr. Knecht aus Tübingen mit dem Orchestrion in Prag.
- Vor 1804 vollendet Leopold Sauer aus Prag ein Fortepiano, dieses ist mit einem Orgelregister, das durchschlage Zungen verwendet, ausgestattet.
- Und 1804 ein zweites Fortepiano ähnlicher Bauweise.
- Vor 1805 erbaute Hoforgelbaumeister Hr. Ignaz Kober in Wien, Lehrer von Leopold Sauer, ein großes Orgelwerk in der Schottenkirche, das ebenfalls durchschlagende Zungen in einigen Registern einsetzt.

### Einsatz von Durchschlagzungen in vergleichbar kleinen Instrumenten

#### Mit Rohrwerken
Als Rohrwerke werden normalerweise die Zungenpfeifen von Orgeln bezeichnet. Heute werden diese als Lingualpfeifen bezeichnet, wobei aufschlagende und durchschlagende Zungen unterschieden werden. Das angesetzte Rohr dient als Resonator und beeinflusst lediglich die Klangfarbe nicht die Tonhöhe, mit Ausnahme der Zacharias-Zungenpfeifen.
Georg Joseph Vogler war wiederholt auch nach 1890 in Paris und ließ zumindest 1796 in Paris die Orgel von Saint-Sulpice mit Rohrwerken ausstatten, die durchschlagende Zungen verwendeten. Gabriel Joseph Grenié sagt, Georg Joseph Vogler und andere haben dazu beigetragen, die Orgue expressif, eine Art Vorläufer des späteren Harmoniums, zu verwirklichen. Vogler ließ keine der Modernisierungen, die er forcierte, patentieren.
Gabriel Joseph Grenié ist nicht der Erfinder der durchschlagenden Zunge, jedoch erhält er 1803 ein Patent für seine Orgue expressif. Die Allgemeine musikalische Zeitung von 1821 enthält einen ausführlichen Bericht über die Orgue expressif im Konservatorium der Musik in Paris und gibt einen im Original französischsprachigen Bericht übersetzt wieder. Zitate aus derartigen Berichten haben stark dazu beigetragen, dass Gabriel Joseph Grenié irrtümlich als Erfinder von Vorläufern des Harmoniums dargestellt wird.
Johann Gottfried Kaufmann und sein Sohn Friedrich Kaufmann aus Dresden bauen 1805 das Belloneon und bis 1812 den mechanischen Trompeter und auch das Musikinstrument Harmonichord. Die Maschinen funktionieren nach demselben Prinzip wie bei Mälzel. Die Beschreibung zeigt, dass durchschlagende Stimmzungen in Kombination mit Trompeten Verwendung finden. Die Ausdrucksweise ist für uns heute schwer verständlich. Vogler Mälzel und Kaufmann hatten gute Kontakte zueinander.
Die Tonerzeugung ist der menschlichen Spracherzeugung nachempfunden.

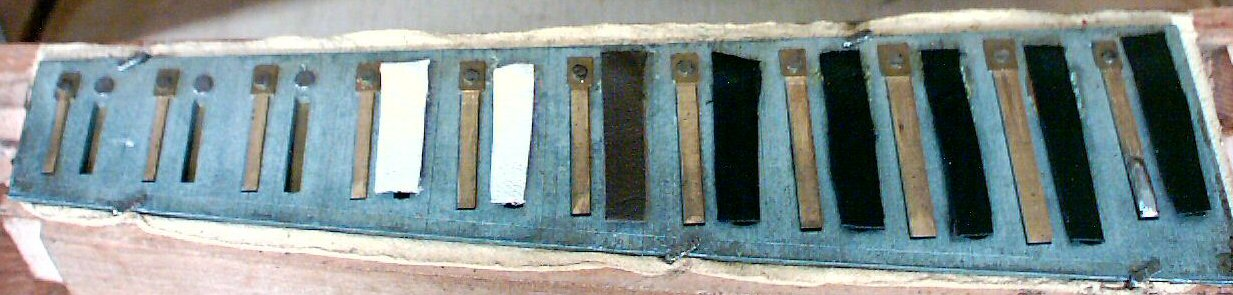
Lange Stimmplatte eines alten diatonischen Akkordeons

#### Ohne Rohrwerke
Durchschlagende Zungen können auch ohne sichtbaren Resonator verwendet werden.
Die Aeoline wurde um 1810 von Bernhard Eschenbach zusammen mit seinem Cousin Johann Caspar Schlimbach entwickelt, wobei sie sich von der Maultrommel anregen ließen. Die Physharmonika wurde 1821 in Wien von Anton Haeckl patentiert. 1824 bekam Anton Reinlein in Wien ein Patent für eine Verbesserung der Handharmonika. Als erstes flötenartiges Durchschlagzungeninstrument wurde 1828 das Psallmelodikon von Johannes Weinrich, einem Schuhmacher und Schriftsteller aus Heiligenstadt, patentiert. Es bestand aus einer Messingröhre von etwa 30 cm Länge. Es hatte Stimmzungen aus einer Silberlegierung, 20 Klappen und sechs Fingeröffnungen sowie einen Tonumfang von über zwei Oktaven. Ein verwandtes Instrument war auch die Blas-Aeoline mit Klappen. In einer deutschen Aeolinen-Schule aus dem Jahr 1830 heißt es: „Diese (…) war eigentlich ein Blasakkordeon. Der beste Musikant, der dieses Instrument spielt, ist Herr Cittadini, der es in seinen Jahreskonzert im Jahr 1829 präsentierte“. 

Lange Stimmplatte einer alten beschädigten Mundharmonika

Cyrill Demian behauptet sogar in einem Patent von 1828, dass derartige Stimmzungen schon über 200 Jahre in Orgelregistern Verwendung fänden. Weiteres siehe auch in Geschichte der Harmonika. Auch die Maultrommel verwendet ein ähnliches Prinzip. Klar ist aber, dass erst mit dem Beginn des 19. Jahrhunderts in Mitteleuropa mehr Interesse an diesem Tonerzeugungsprinzip entstand.
Moderne Durchschlagzungeninstrumente sind die Mundharmonika, die Handzuginstrumente, die Melodica (Blas-Akkordeon) und das Harmonium.